# Flemingia lineata
Flemingia lineata là một loài thực vật có hoa trong họ Đậu. Loài này được (L.) Aiton miêu tả khoa học đầu tiên.